# St. Michael (Gochsheim)

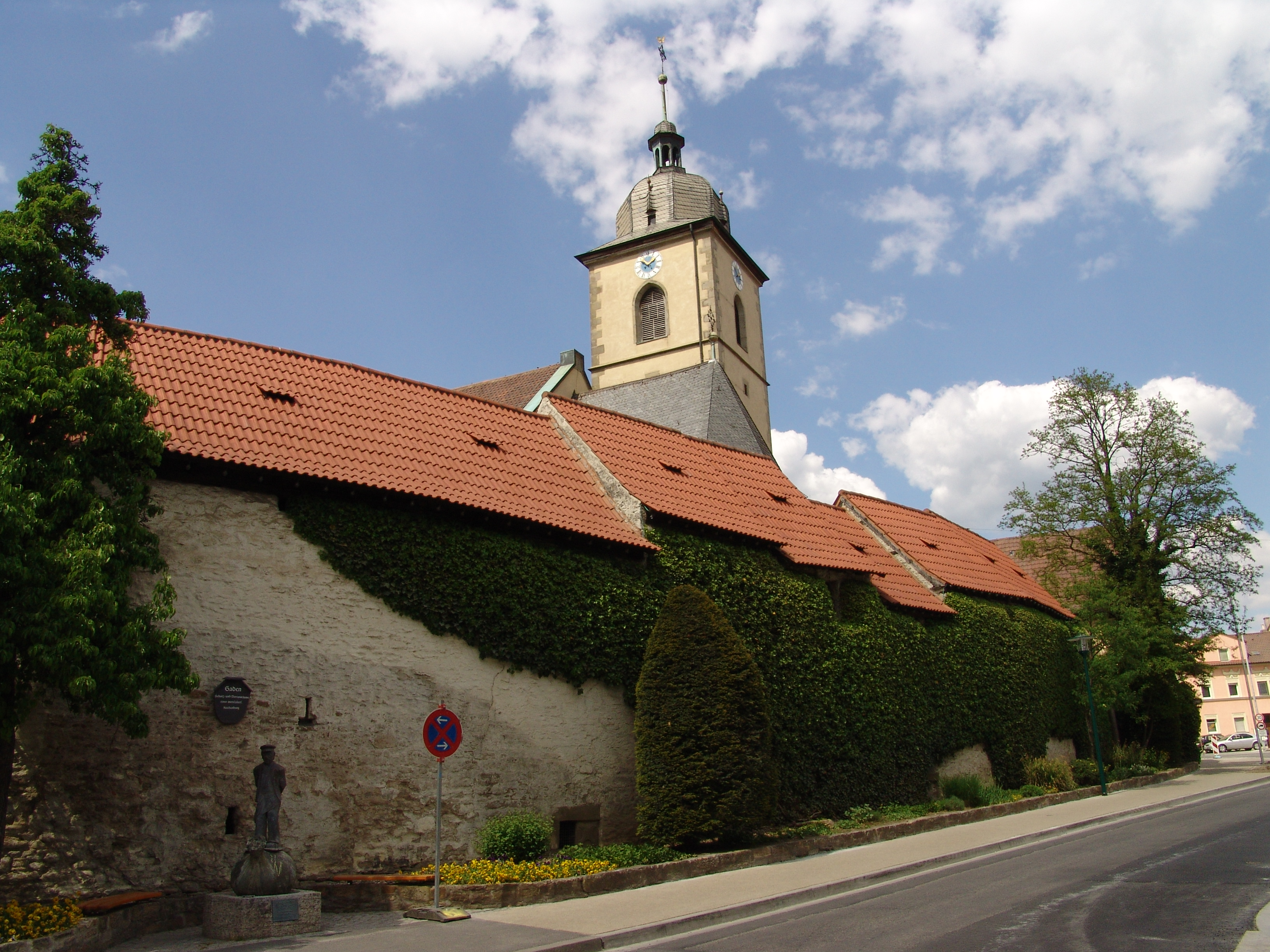
Gochsheimer Kirchenburg mit St. Michael

Die St.-Michaels-Kirche in Gochsheim ist Bestandteil der Gochsheimer Kirchenburg, einer der ältesten erhaltenen Kirchenburg-Anlagen Frankens. Die Kirche wurde im Jahr 1511 erbaut, ist nach dem Erzengel Michael benannt und gehört zur evangelisch-lutherischen Kirchengemeinde in Gochsheim.

## Vorgeschichte
An der Stelle der heutigen Kirche stand wohl schon weit vor dem Jahr 1000 eine Kirche. Überreste davon sieht man noch in den Kirchgaden nördlich der heutigen Kirche. Kleine Fenster in der Wand gehörten vermutlich zur älteren Kirche. Des Weiteren sind zwei Abendmahlskelche um das Jahr 1400 bis heute erhalten. Der die Kirche umgebende Friedhof hatte bis zum Jahr 1785 Bestand.

## Kirchgaden

### Geschichte
Die Kirche ist vollständig von Wehrmauern umgeben, mit einem Zufahrtstor am Dorfplatz (Am Plan). Entlang der Innenseite der Mauer befinden sich Gaden, die als Speicher für Notzeiten und bei Belagerungen der Kirchenburg dienten. Die Gaden stammen aus dem 13. Jahrhundert|13. und 14. Jahrhundert.
Im Laufe der Jahrhunderte verloren die Gaden an Bedeutung und waren dem Verfall preisgegeben. Die Gemeinde Gochsheim erwarb schließlich die Kirchgaden und führte eine umfangreiche Restaurierung durch.

### Reichsdorfmuseum
In den Kirchgaden ist heute das Reichsdorfmuseum untergebracht. Die Sammlungen präsentieren Gochsheims Geschichte, eines Zentrums fränkischer Tradition. Eine Nebenabteilung zeigt die Geschichte des Fahrrads und des Radsports, die eng mit dem nahen Schweinfurt verknüpft ist, und die Berufe des Büttners (Fassmachers) und Setzers.

Kirchgaden
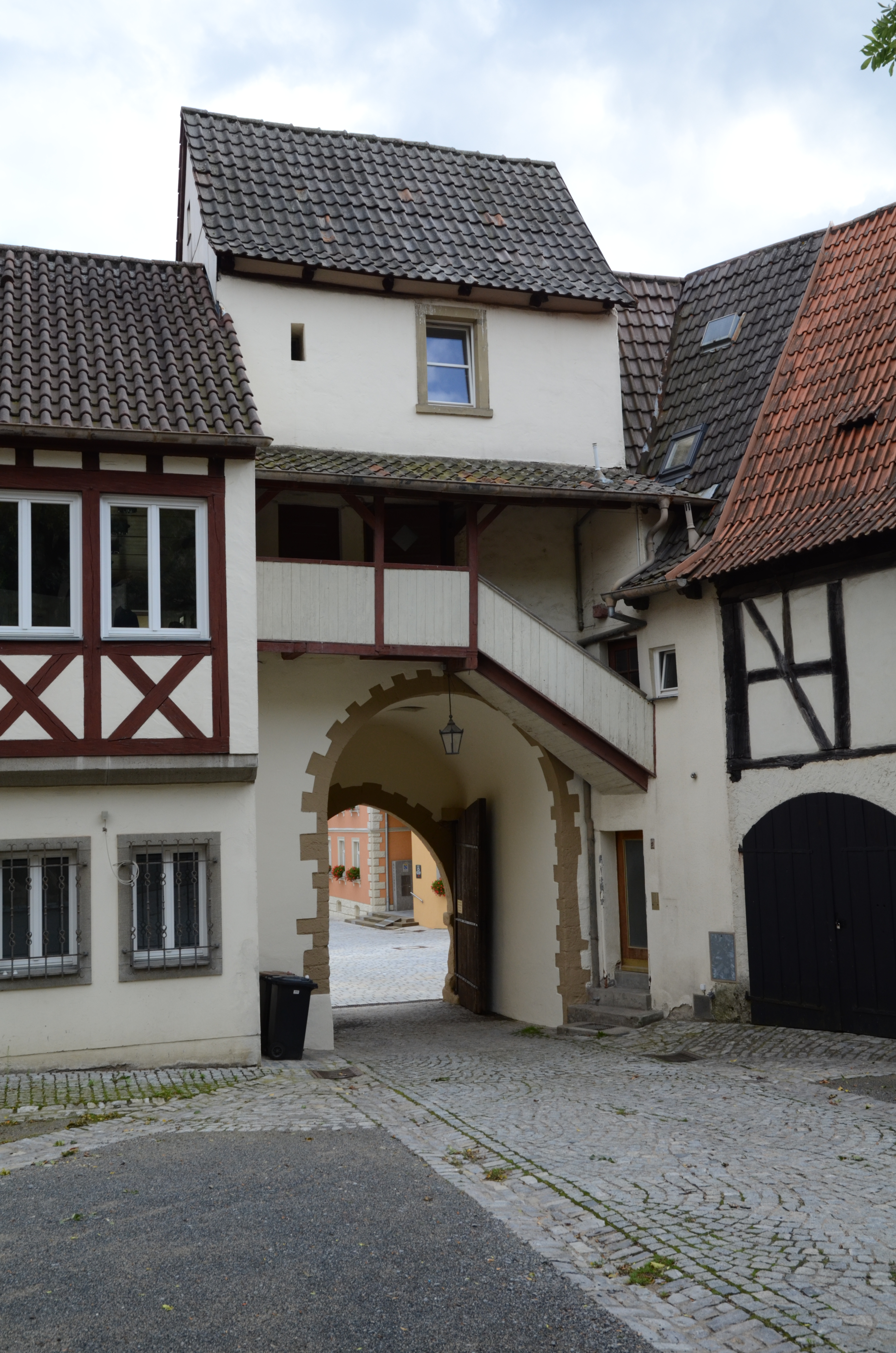
Torhaus
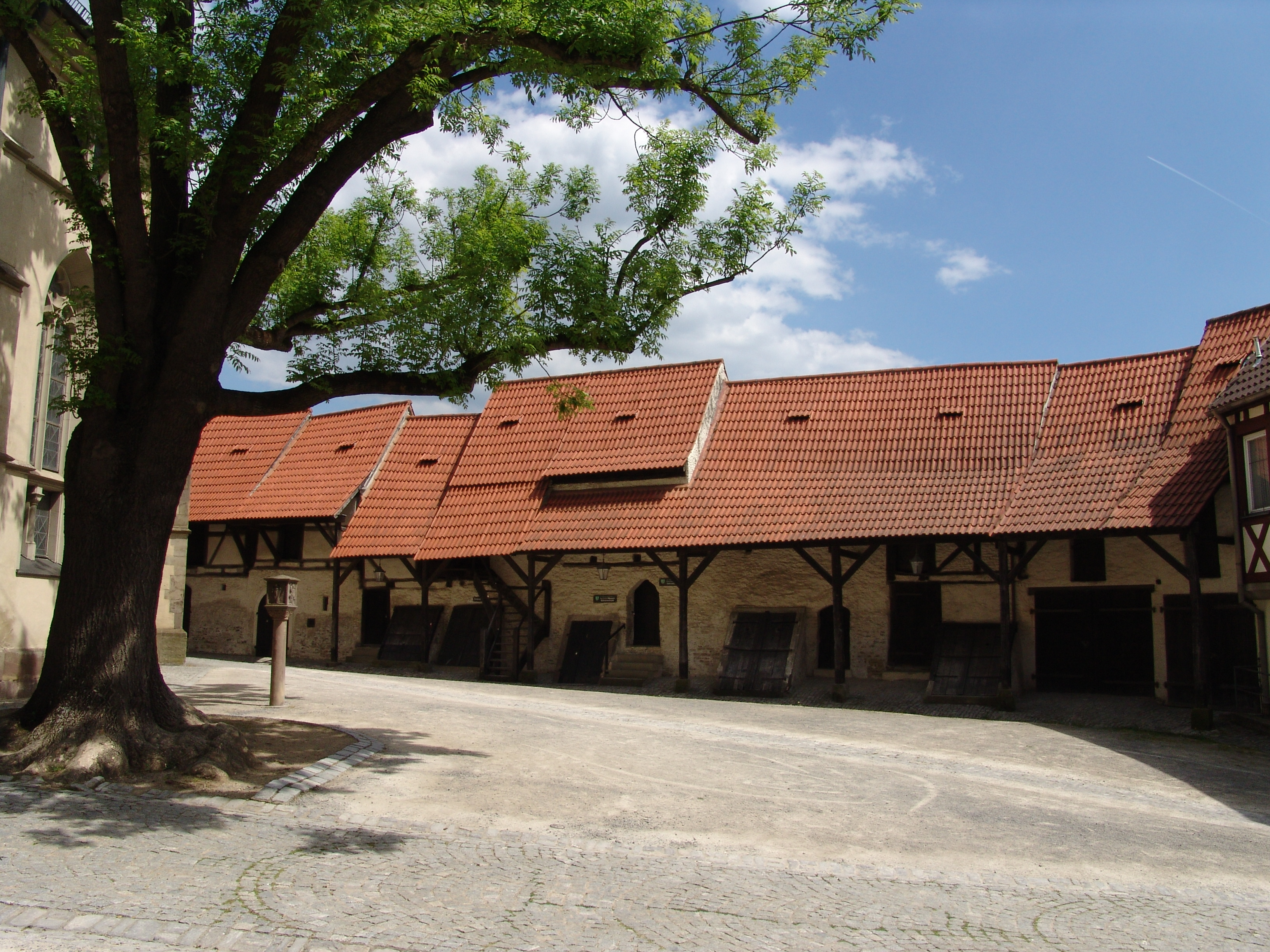
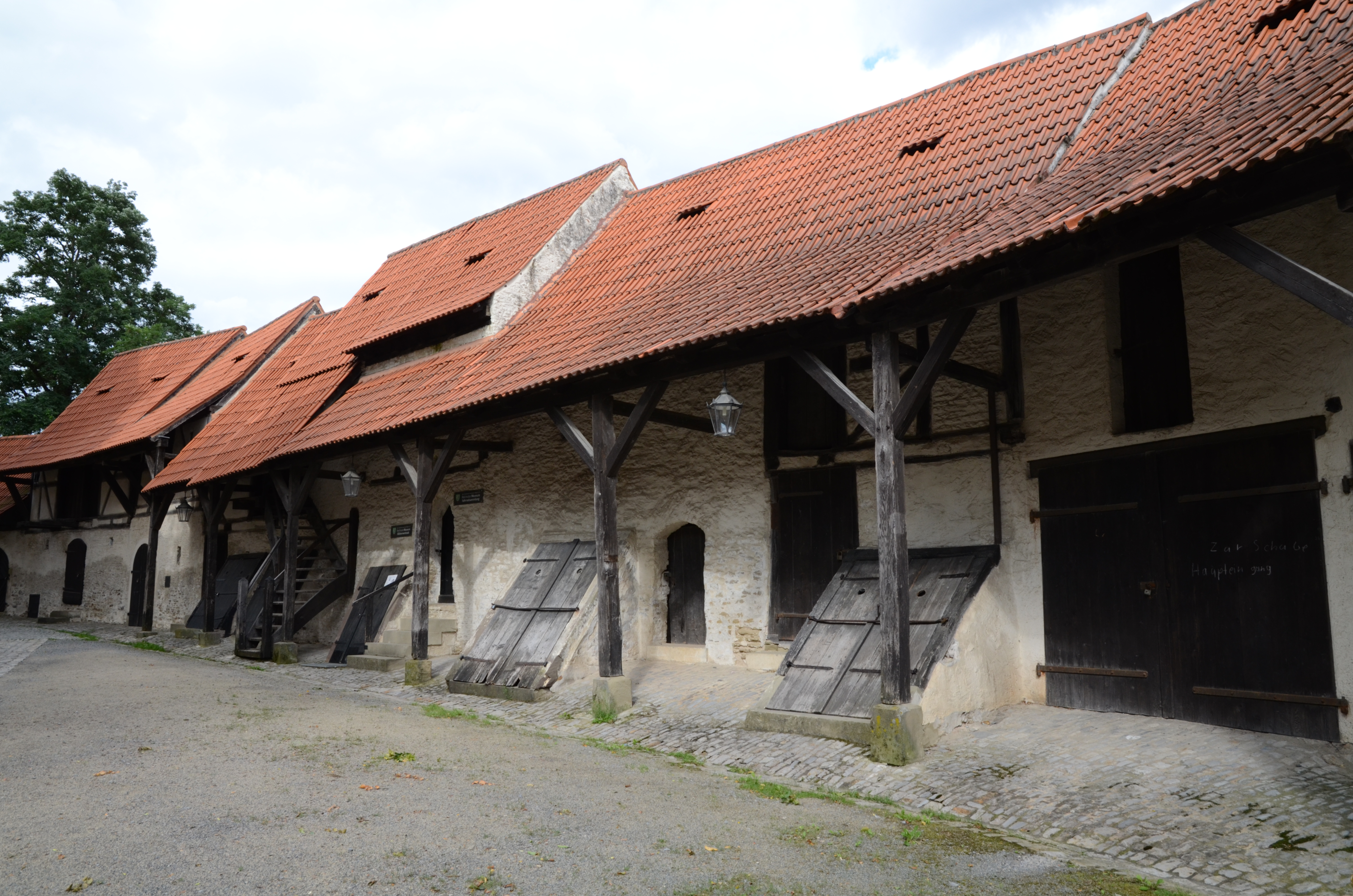
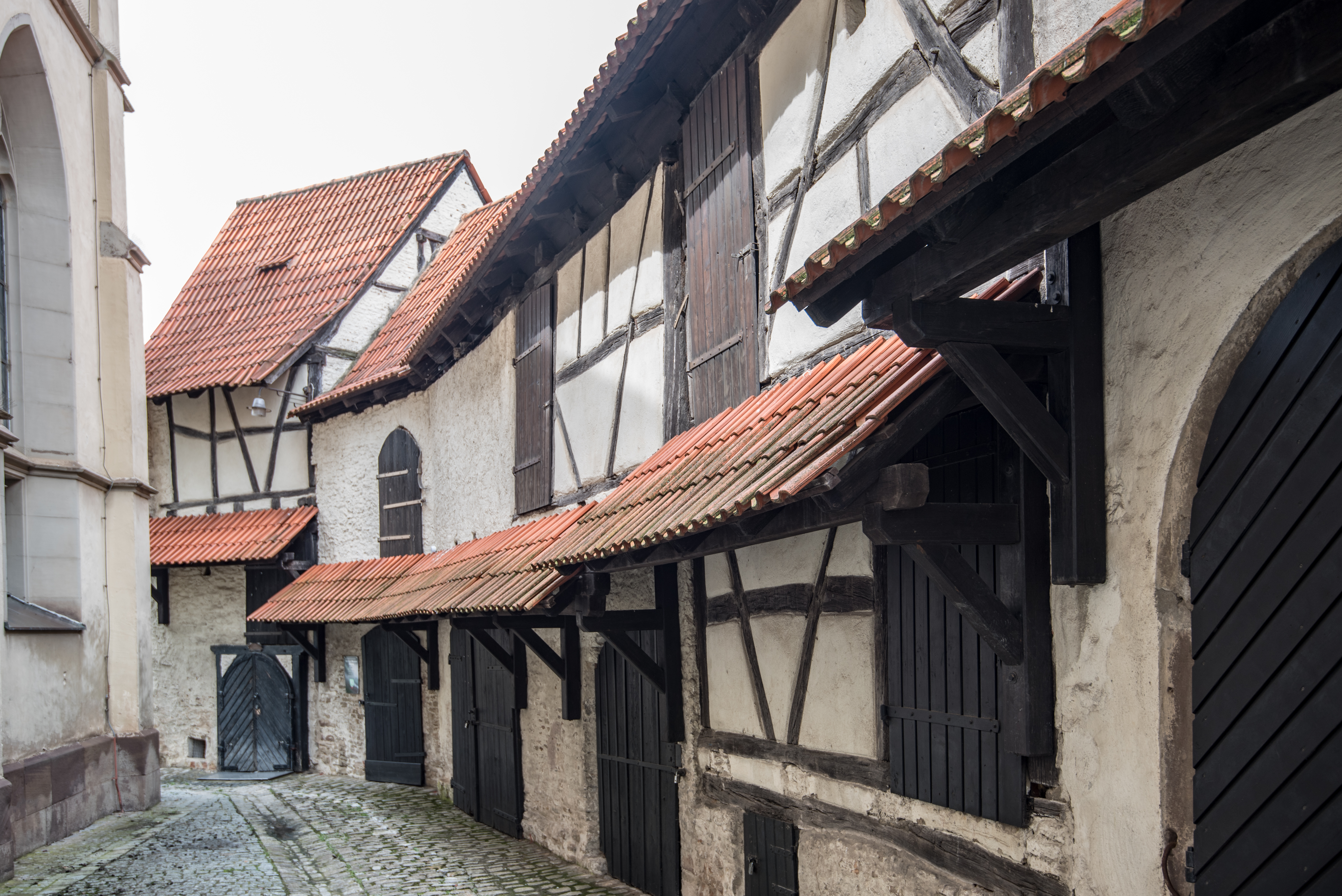

## St. Michael

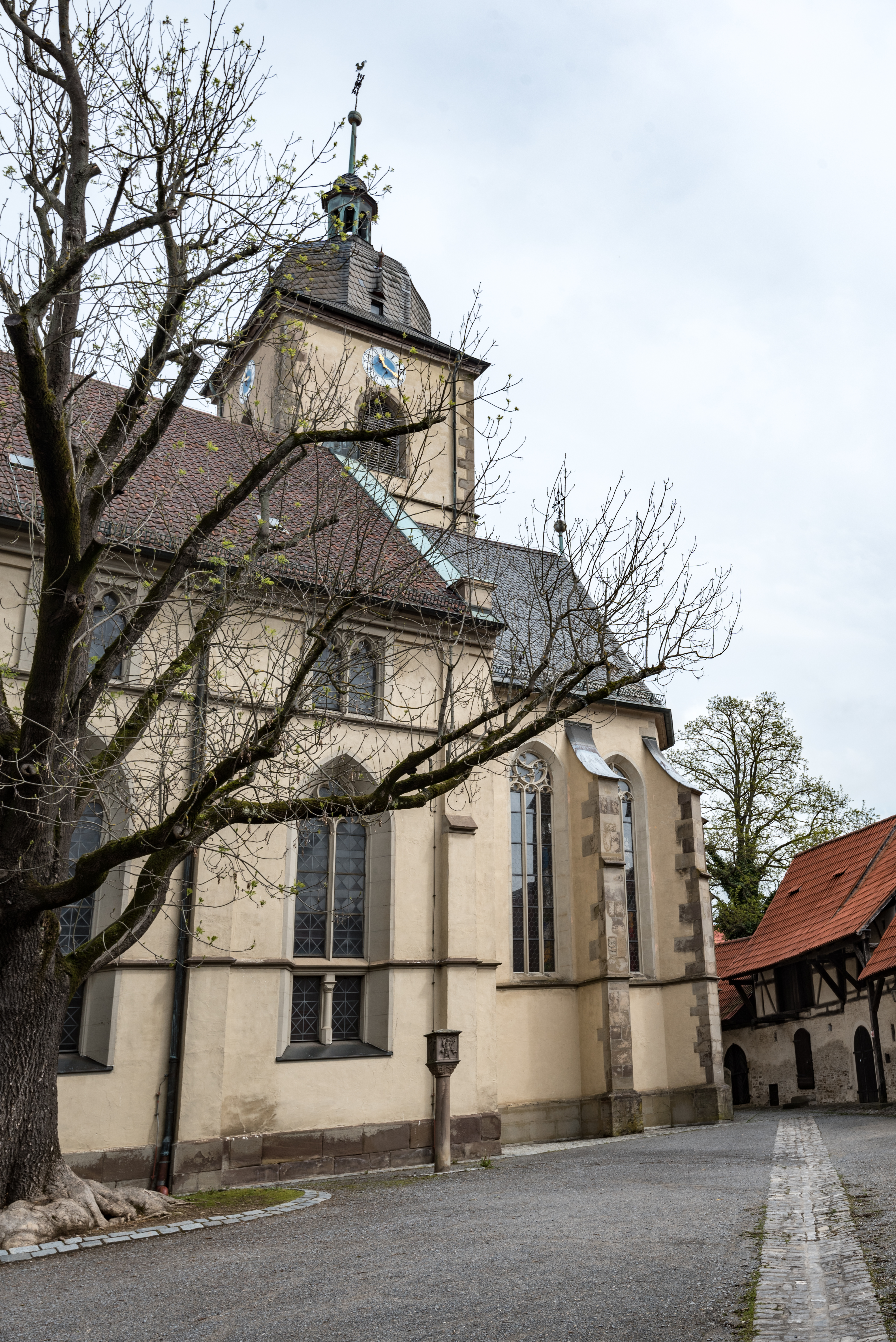
Kirchhof mit dem Chor von
St. Michael

An der Südwand des Chores und in einer Turmecke ist die Jahreszahl 1511 in Stein gehauen: Aus diesem Jahr stammen Chorraum und Turm sowie die Bemalung der Decke des Chorraums.
Die Kirche ist seit der Reformation in Gochsheim 1540 oder 1543 evangelisch. Aus dem Jahr 1545 stammt der achteckige Taufstein, der bei der Renovierung 1872 entfernt wurde. Nach seiner Wiederentdeckung in einem nahen Garten wurde er restauriert und zum Erntedankfest 1986 wieder in der Kirche aufgestellt. Das Gotteshaus besitzt nun einen modernen Taufstein im Kirchenschiff und den historischen im Chorraum.
Das alte Kirchenschiff wurde 1872 abgerissen und vergrößert. Am 9. November 1872 erfolgte die Einweihung der vergrößerten Kirche; Altar, Kanzel und Taufstein wurden im neugotischen Stil gestaltet.
In den Jahren 1966–1968 erfolgte eine grundlegende Renovierung, bei der der Innenraum völlig umgebaut wurde. Die beiden Emporen wurden auf eine reduziert, der alte Hochaltar wurde entfernt und durch einen Tischaltar ersetzt. Der alte Treppenturm am Kirchturm auf der Südseite wurde abgerissen. Der neugotische Stil des Innenraums wich einer bewusst hellen und als modern empfundenen Gestaltung. Die vier Evangelistenfiguren der Kanzel von 1872 hängen heute an der Wand des Chorraums, zusammen mit dem alten Altarkruzifix.

### Glocken
Die vier Glocken der Kirche stammen aus den Jahren 1559 bis 1774.

### Kunstwerke

#### Glasfenster im Chorraum
Die Glasfenster im Chorraum wurden im Jahr 1994 durch den Schweinfurter Glaskünstler Günther Johrend eingebaut. Sie stellen folgende Szenen dar, wobei auf jeder Szene ein Engel zu sehen ist:
- Mariä Verkündigung
- Verkündigung der Weihnachtsbotschaft an die Hirten in Betlehem
- Jesus im Garten Gethsemane
- Der Engel am Grab verkündet die Auferstehung Jesu
- Der Erzengel Michael
- Posaunenengel des Jüngsten Gerichts

#### Figur des auferstandenen Christus
Die Figur wurde 1983 von Ulsamer in Schweinfurt geschnitzt. Sie hängt an der Stelle, an der bis 1968 die Kanzel war.

#### Bildstock im Kirchhof
Ein Bildstock im Kirchhof aus dem Jahr 1987 erinnert daran, dass hier bis 1785 ein Friedhof war. Auf ihm sind Bernhardt von Clairvaux, Erzengel Michael und der auferstandene Christus zu sehen.

St. Michael von Innen
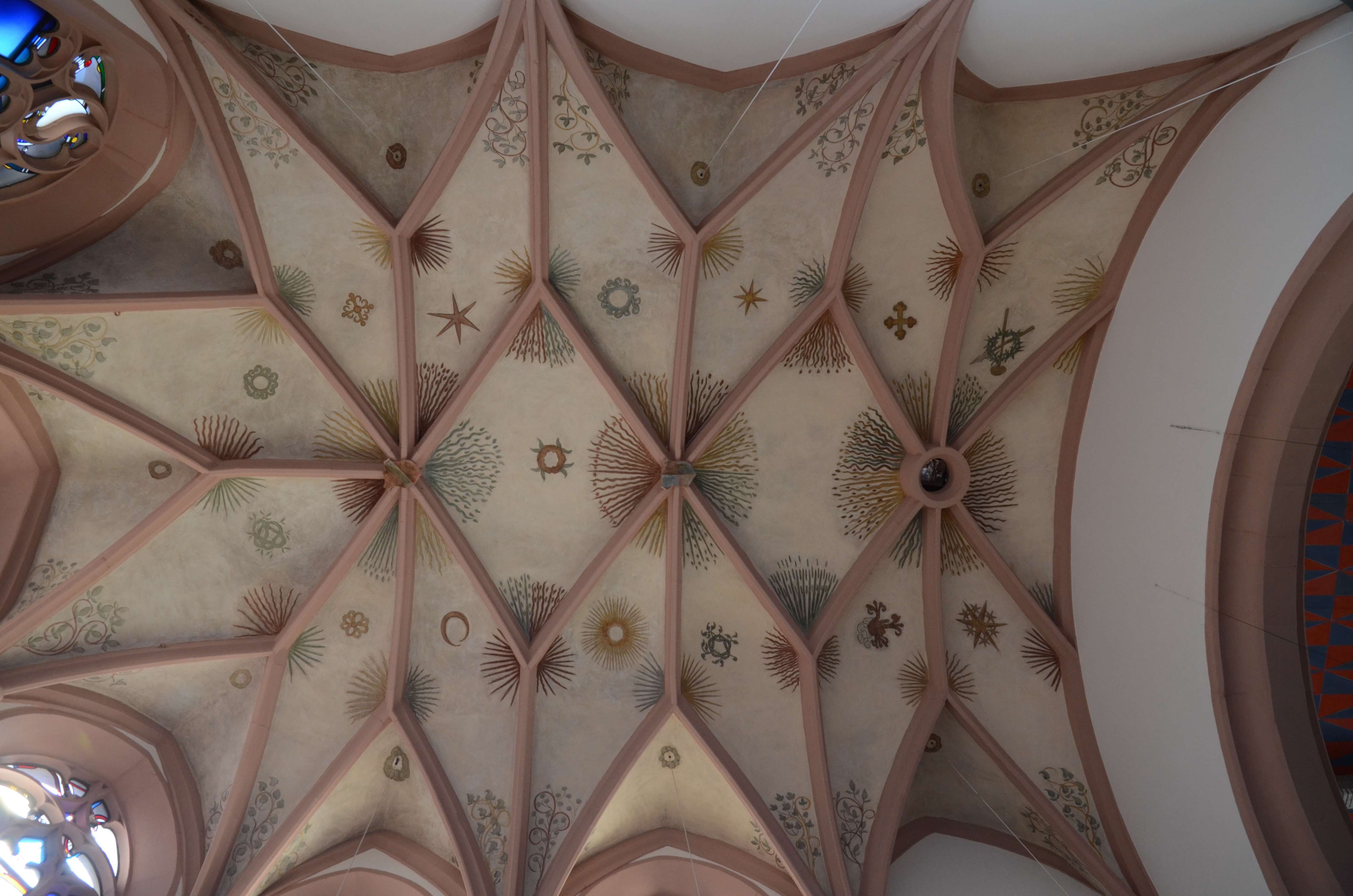
Chorgewölbe
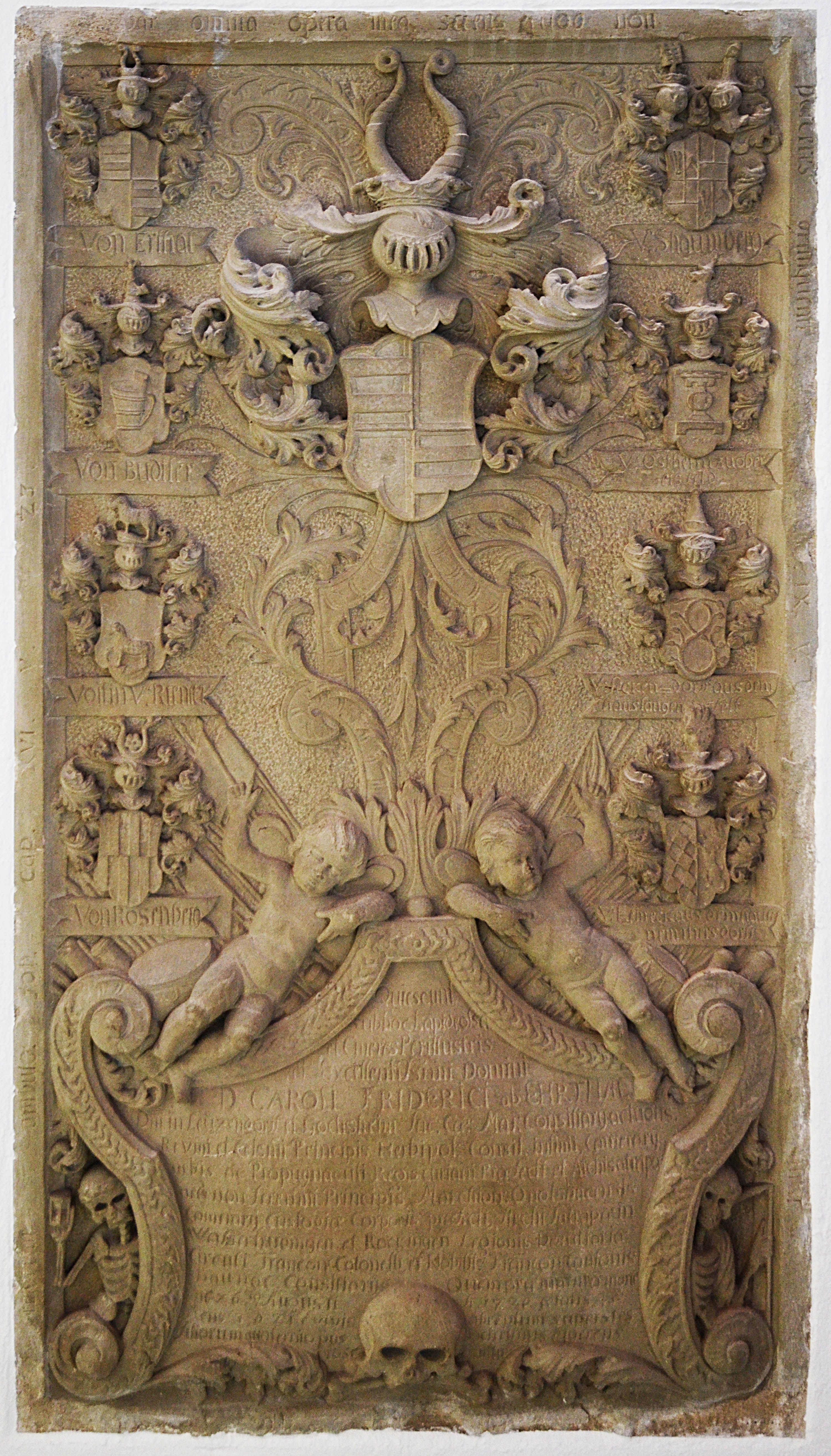
Epitaph